# Îles Habomai
Les îles Habomai (russe : Хабомаи), Habomai guntō (歯舞群島) ou Habomai shotō (歯舞諸島) sont un groupe d'îles situées à l'extrême sud des îles Kouriles. Elles sont actuellement sous administration russe, mais elles sont réclamées par le Japon avec les îles Itouroup (Etorofu), Kounachir (Kunashiri) et Chikotan (Shikotan).
Les îles Habomai sont occupées par les forces soviétiques dans les derniers jours de la Seconde Guerre mondiale et sont finalement annexées par l'Union soviétique conformément, selon Moscou, à un accord en temps de guerre entre les Alliés à la conférence de Yalta) qui prévoit le transfert des îles Chishima (Kouriles) à l'URSS en échange de sa participation à la guerre du Pacifique. Toutefois, le Japon soutient que les îles Habomai ne font pas partie des Kouriles et sont en fait une partie de la préfecture de Hokkaidō.
En 1956, après de difficiles négociations, l'Union soviétique accepte de céder les îles Habomai au Japon, avec Chikotan, après la conclusion d'un traité de paix entre les deux pays. Comme le traité n'a jamais été conclu, les îles restent sous juridiction soviétique. Cependant, la promesse d'une solution de deux îles (à des fins de simplicité, les rochers Habomai comptent comme une île) a été renouvelée au cours des négociations soviéto-japonaises et plus tard russo-japonaises.

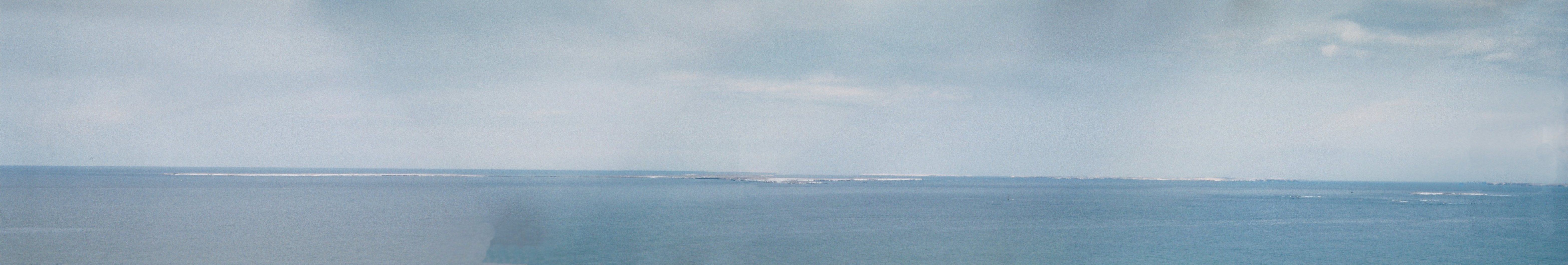
Les îles Habomai vues du cap Nosappu (26 mars 2005).

Autrefois abri d'une communauté de pêcheurs japonais, les îles sont maintenant inhabitées, sauf pour l'avant-poste de gardes-frontières russes.
| Nom russe  | Nom japonais | Superficie en km² | Altitude max en m | Latitude N | Longitude E |
| ---------- | ------------ | ----------------- | ----------------- | ---------- | ----------- |
| Polonski   | Taraku       | 12                | 16                | 43°38'     | 146°19'     |
| Zeliony    | Shibotsu     | 51                | 25                | 43°30'     | 146°10'     |
| Iouri      | Yuri         | 13                | 45                | 43°25'     | 146°05'     |
| Tanfiliev  | Suisho       | 15                | 15                | 43°25'     | 145°55'     |
| Anoutchine | Akiyuri      | 3                 | 33                | 43°22'     | 146°00'     |
| Diomine    | Harukari     | 1,5               | 34                | 43°25'     | 146°10'     |
| Oskolki    | —            | ~0,8              | —                 | 43°36'     | 146°22'     |
| Opasnaïa   | —            | ~0,5              | —                 | 43°23'     | 145°53'     |